# Guahibo jezik
Guahibo jezik (goahibo, goahiva, guaigua, guajibo, guayba, “sicuani”, “sikuani”, wahibo; ISO 639-3: guh), indijanski jezik iz Kolumbije i Venezuele (države Amazonas i Apure), kojim govori oko 34 200 ljudi (Guahibo Indijanci), od čega 23 000 u Kolumbiji (2001). 
Jezik pripada istoimenoj porodici guahibo, kojoj je dao svoje ime, i čiji su ostali predstavnici cuiba [cui], guayabero [guo], macaguán [mbn] i playero [gob]. Koristi se u osnovnim i srednjim školama; novine

## Glasovi
p b t d tDh k ts f v s x h m n r l j i "e a "o "@ i~ "e~ a~ "o~ u~ "@~ u

## Vanjske poveznice
- Ethnologue (14th)
- Ethnologue (15th)
- Guahibo Indian Language (Sicuani, Sikuani, Hiwi, Jiwi)